# Marbre negre d'Ashford

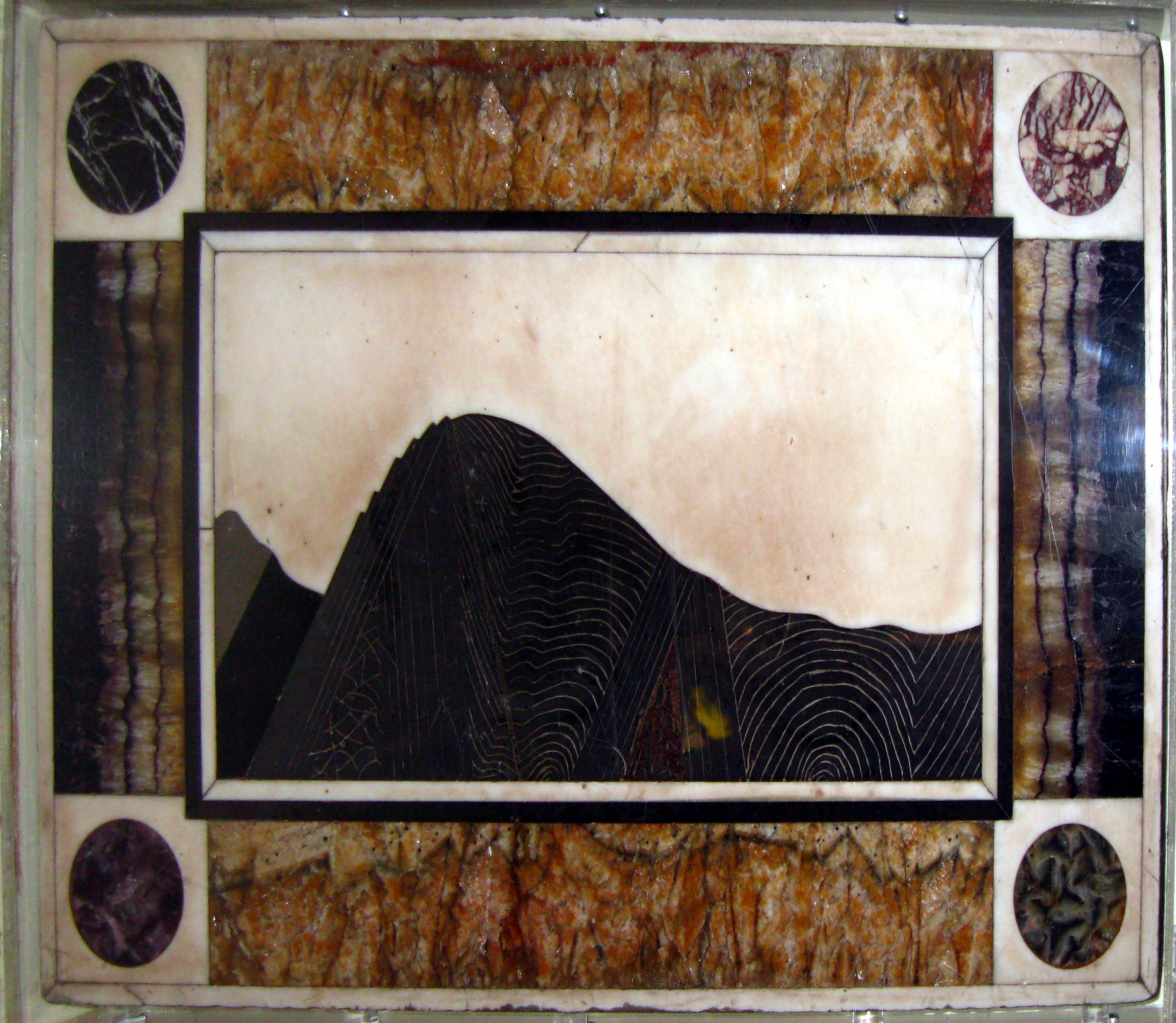
Un diagrama d'Ecton Hill fet a partir de marbre negre d'Ashford.

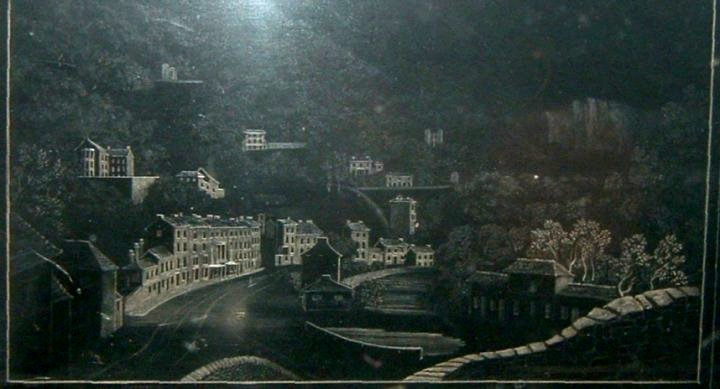
Una imatge de Matlock Bath gravada en marbre negre d'Ashford, obra d'Ann Rayner.

Marbre negre d'Ashford és el nom que es dona a una pedra calcària fosca extreta de mines prop d'Ashford-in-the-Water, a la regió de Derbyshire, a Anglaterra. Un cop tallada i polida, la seva superfície negra i brillant serveix per funciones decoratives. El marbre negre d'Ashford és una roca sedimentària de gra molt fi, i no és pas un marbre en el sentit geològic estricte. Pot ser tallat i incrustat en altres pedres i materials decoratius usant una tècnica coneguda com a pietra dura. El Derby Museum and Art Gallery té un diagrama d'Ecton Hill fet de marbre negre d'Ashford i altres minerals.

## Història
L'ús decoratiu del marbre natural local s'ha confirmat gràcies a troballes prehistòriques, tot i que el primer consumidor del qual se'n té constància és Bess de Hardick, l'any 1580.
Henry Watson, l'oncle del geòleg de Derbyshire White Watson, és considerat una de les figures clau en el desenvolupament de la indústria local d'incrustacions de marbre negre d'Ashford durant els anys 1750. Tenia en propietat un molí alimentat per aigua a Ashford-in-the-Water.

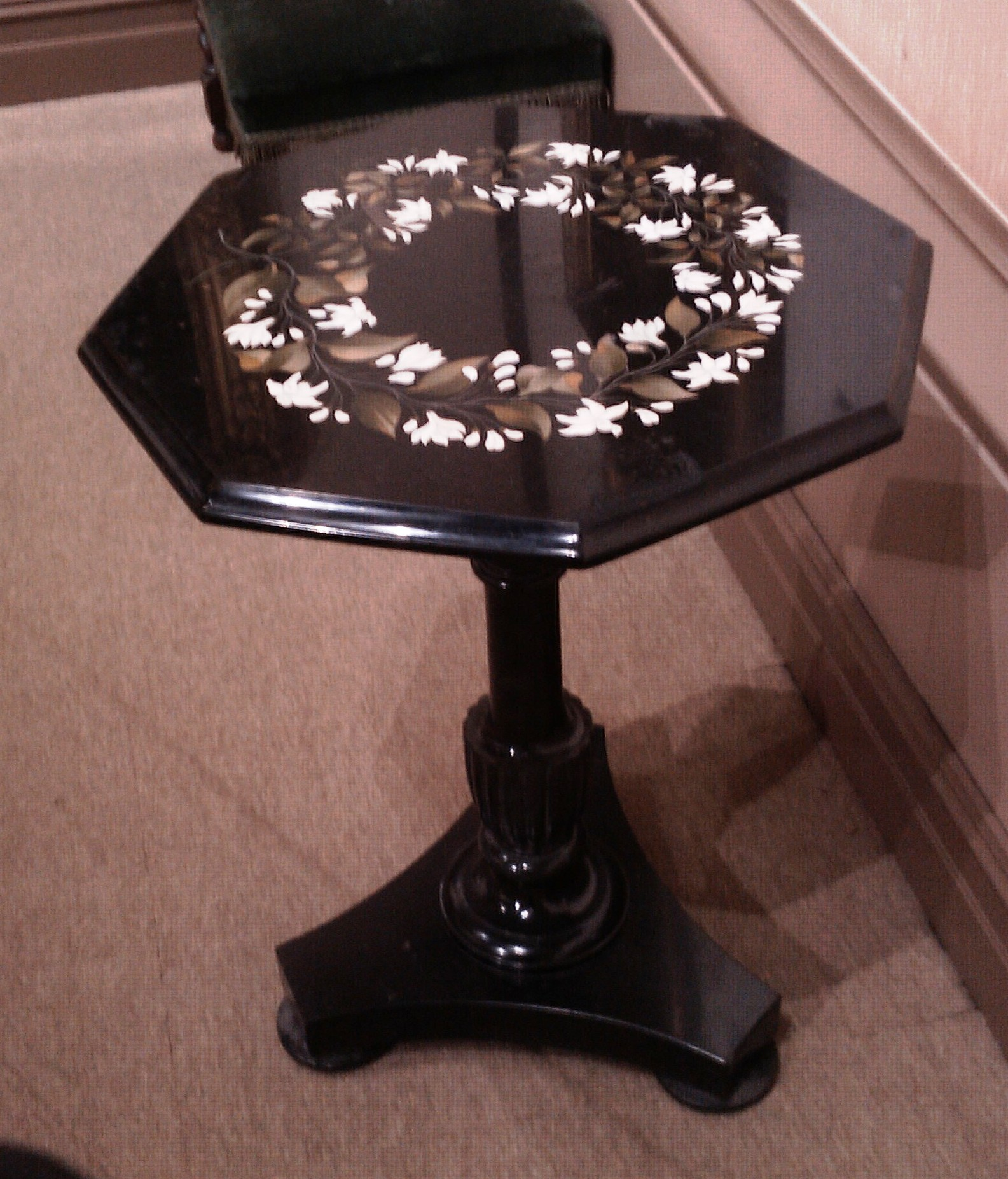
Una taula inscrustada, en exposició al Museu de Derby.

A finals del segle xviii i principis del XIX, el comerç de gerros, obeliscs i altres objectes decoratius fets de marbre negre d'Ashford fou molt pròsper. John Mawe tenia un museu a Matlock Bath que feia negocis en marbre negre i Ann Rayner gravava imatges en marbre negre usant diamant. Existeixen molts exemples de marbre negre incrustat i gravat en col·leccions locals, incloent-n'hi d'exposats al Derby Museum and Art Gallery, al Museu de Buxton i a la Chatsworth House. L'any 2009 es van extreure grans blocs de marbre negre d'Ashford durant uns treballs prop de la casa pública Seven Stars, prop de Derby. El pla era posar-los a subhasta, ja que el marbre negre sense treballar és molt rar. S'especulava que les roques havien estat abandonades quan un treballador de marbre negre d'Ashford va abandonar la regió durant els anys 1880.

## Geologia
Tot i que se'l refereix com a marbre, la roca és d'origen purament sedimentari. És una pedra calcària carbonífera, fosca, de gra fi i rica en betum, la qual cosa li confereix la seva coloració gris fosc que es torna negra lluent quan es poleix i es tracta la superfície. L'origen primari d'aquesta roca era la Mina d'Arrock, i més tard —a partir de 1832— fou la Plantació Rookery, propera a l'anterior i propera també a Ashford-in-the-Water.

## Tècniques de fabricació
La pedra calcària es pot transformar amb un torn per crear gerros, espelmatoris i d'altres objectes similars, o bé serrat per produir objectes suaus i plans com obeliscs. El Museu de Derby conté col·leccions d'objectes treballats i treballats en part de marbre negre d'Ashford adquirits en una botiga d'inscrustacions propietat de la família Tomlinson. Inclou una gran varietat de peces pretallades preparades per ser incrustades en un rerefons de marbre negre. Objectes com Myosotis i lliris de maig eren representats sovint. Les roques de color que s'incrustaven en el marbre negre eren minerals grisos, blaus i liles de Monyahs; rosewood de Nettler Dale (Sheldon), que consistia en capes vermelles i blanques; baritines; fluorita lila i groga que feia Blue John, de Castleton; i la roca Birds-Eye, que tenia un disseny fet a partir de fòssils. El mineral més rar era conegut com a Duke's Red i era tan valuós que estava guardat a la Chatsworth House.
En les darreries dels anys 1780 el geòleg de Derbyshire White Watson va començar a crear taules geològiques explicatòries fent servir marbre negre d'Ahsford amb incrustacions d'altres roques locals; representava així els estrats de les roques en diferents parts del país. El Derby Museum and Art Gallery té un diagrama d'Ecton Hill fet de marbre negre d'Ashford i d'altres minerals.
William Martin, que havia treballat amb Watson, va escriure el primer estudi científic sobre fòssils. En la seva obra Petrifacta Derbiensia explica que l'oncle i els treballadors de Watson a la fàbrica de marbre negre anomenaven a alguns dels fòssils "cues de cocodril" degut a la semblança entre ells.
L'art d'incrustar marbre negre fou recomençat en la dècada dels 90 per Don Edwards, que portava una botiga de roques i minerals al poble de Tideswell, a Derbyshire. El 2006 s'anuncià que el Museu de Buxton havia comprat la col·lecció de marbre negre del llegat de John Michael Tomlinson: havia passat més de cinquanta anys fent la col·lecció després d'haver descobert que els seus avantpassats s'havien dedicat a la indústria del marbre negre d'Ashford.